# Петренко Іван Григорович
Петренко Іван Григорович (29 січня 1904, ст. Сновськ Чернігівської губ., Україна - 3 серпня 1950, Москва) - один з керівників системи ГУЛАГ, керівник багатьох залізничних будівель, начальник ГУ СДС МВС СРСР «Дальстрой» (1948-1950), генерал-майор.

## Біографія
Іван Григорович Петренко народився 1904 року на станції Сновськ Чернігівської губернії в сім'ї залізничника. Закінчив чотирикласну залізничну школу, а потім залізничне училище.
Трудову діяльність розпочав молотобойцем, був слюсарем, кочегаром, помічником машиніста та машиністом паровоза. Закінчивши заочно технікум шляхів сполучення, працював начальником паровозного депо, відділення тяги.
З 1928 по 1932 навчався в Московському інституті інженерів шляхів сполучення, потім - з 1934 по 1937 - в Транспортній академії імені Сталіна.
Керував залізничним будівництвом у Москві та Ленінграді.
У 1939 році був направлений заступником начальника Управління залізничного будівництва Далекосхідного Головного управління виправно-трудових таборів НКВС (УЖДЗ ДВ ГУЛАГ).
З січня 1940 - начальник Амурлага, потім - Бурлага , які займалися спорудженням транспортних об'єктів на чотирьох залізницях - Забайкальській, Амурській, Далекосхідній та Приморській, а також будівництвом центральних ділянок БАМа. З іншого боку, ув'язненими цих таборів будувалися та інші промислові об'єкти Далекому Сході, мали стратегічне значення.
У травні 1943 року призначений начальником Нижньо-Амурського будівельного управління та відповідного ВТТ .
На початку 1946 одночасно очолив Будівництво №500, на базі якого влітку 1946 було створено Управління Нижньо-Амурського будівництва Східної ділянки БАМа.
В 1947 призначений начальником Головного управління таборів залізничного будівництва (ГУЛЗДС) МВС СРСР.
В 1948 Петренко знятий з посади начальника ГУЛЖДС і направлений в Магадан заступником начальника ГУ СДС МВС СРСР «Дальстрой» .
З грудня 1948 очолив «Дальстрой».
Помер 3 серпня 1950 року в Москві, після тяжкої хвороби.

## Нагороди
- Два ордени Леніна (26.11.1942, 19.05.1948)
- Орден Трудового Червоного Прапора
- орден Вітчизняної війни 1-го ступеня
- Орден Червоної Зірки
- Шість медалей
- Нагрудний знак «Почесному будівельнику Комсомольська-на-Амурі».

## Відгуки
|  | Світлою особистістю не в лапках, а справді був начальник Нижньоамурського табору генерал-лейтенант Іван Григорович Петренко. Ті, хто з ним зустрічалися, упевнений—зберегли про нього лише одні добрі спогади, це була людина, справді з великої літери. А заступник його - полковник Єфімов - це була така, вибачте за вираз, сволота, що рідко можна було такого і знайти. |

## Сім'я
- Сини - Леонід Іванович Петренко (1927-2016), Петренко Валентин Іванович (1937-2013)

## Джерела

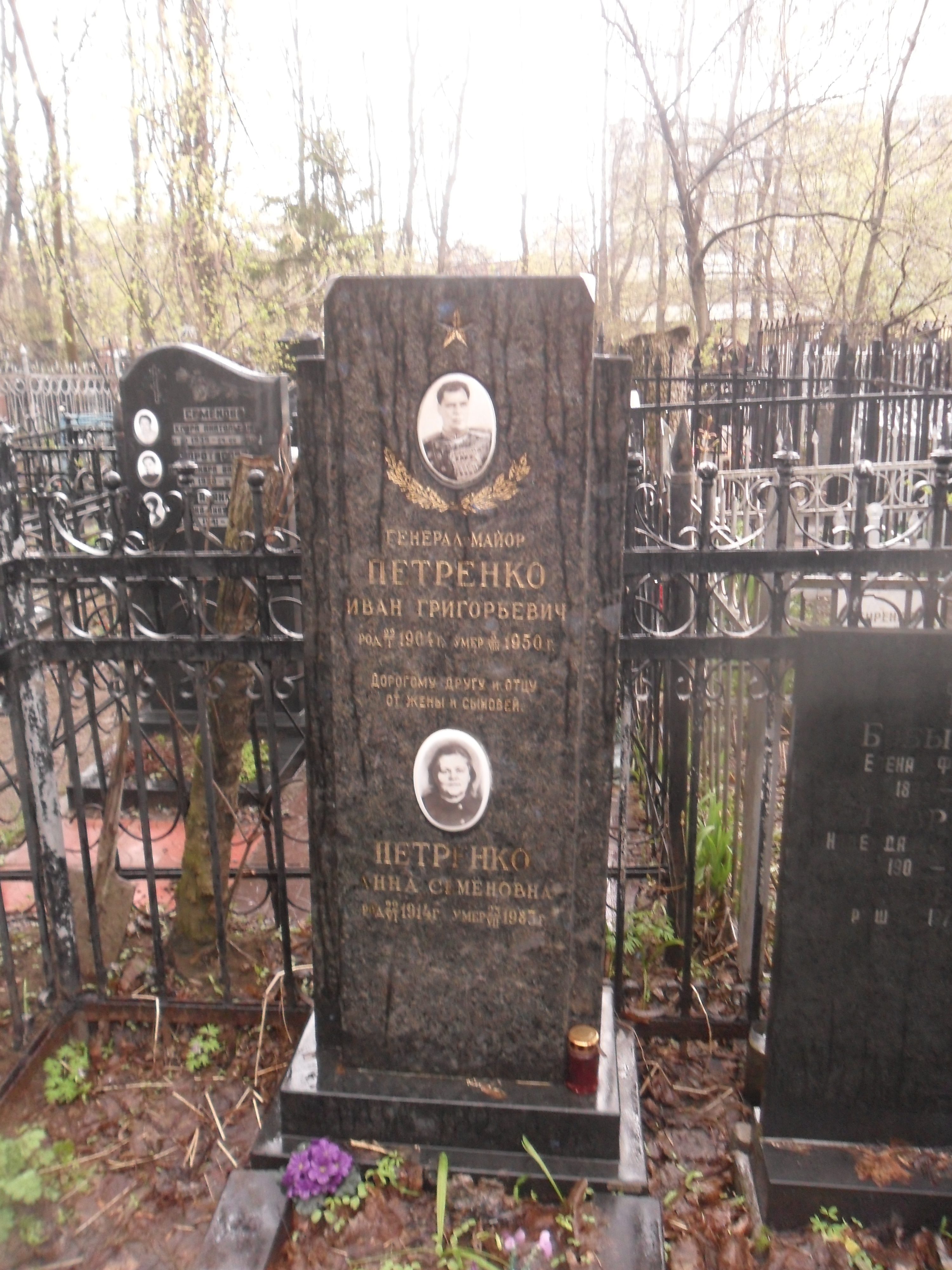
Могила Петренко на Ваганьківському цвинтарі.